# سری ۲۱۰۰ کیکیو
سری ۲۱۰۰ کیکیو (京急۲۱۰۰形) یک نوع قطار خودکششی الکتریکی دی‌سی (EMU) است که توسط اپراتور خصوصی راه‌آهن کیکیو در منطقه توکیو ژاپن از سال ۱۹۹۸ اداره می‌شود. این جایگزین سری قبلی ۲۰۰۰ در خدمات صندلی رزرو شده با توقف-محدود لیمیتد اکسپرس (快特 Kaitoku) شد. در مجموع ۱۰ مجموعه ۸-واگنی توسط صنایع سنگین کاوازاکی و توکیو کار ساخته شد و اولین مجموعه‌ها در ۲۸ مارس ۱۹۹۸ وارد خدمت شدند.

## سامانه‌های موتور کششیای‌سی
سری ۲۱۰۰ کیکیو اولین قطار با عرض‌خط معیار (به انگلیسی: standard-gauge) ژاپن بود که از سامانه پیشرانه جی‌تی‌او - وی‌اف‌دی ارائه شده توسط زیمنس استفاده کرد. توانایی این سیستم برای تولید گام " do-re-mi-fa-so-la-ti-do " در هنگام راه اندازی پیشرانه به سرعت به نشان ویژه سری ۲۱۰۰ تبدیل شد و در زمان معرفی آن لقب "قطار خواننده" (歌う電車) را به خود اختصاص داد. متعاقباً، پیشرانه مشابهی نیز روی ۵۶ خودروی سری N1000 نصب شد. منحصر به فرد بودن پیشرانه راه خود را به موسیقی و فرهنگ عامه مختلف مانند ابر بل‌زِد باز کرد. به دلیل در دسترس نبودن قطعات جایگزین برای پیشرانه قطار GTO-VVVF, سیستم رانش در قطارها با یک اینورتر جدید، که گام نوت‌موسیقی ندارد، جایگزین شد.